# 小田原早川上水

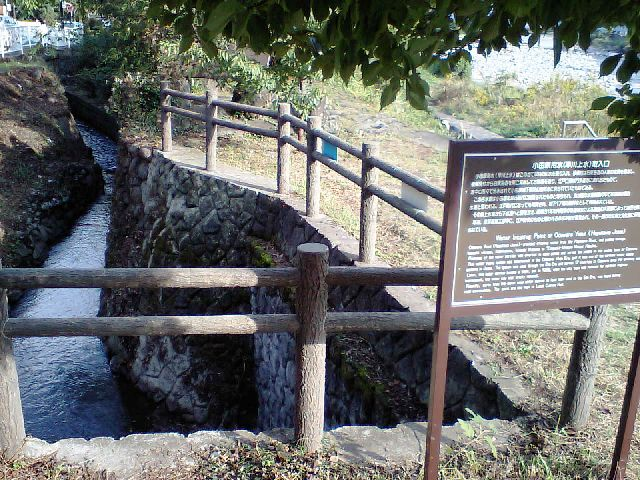
小田原早川上水
取水口付近の流れ。近くに市川文次郎の頌徳碑もある。

小田原早川上水（おだわらはやかわじょうすい）は、早川を水源とし、神奈川県小田原市内を流れる上水である。

## 概要
早川の水を小田原市板橋から取水。板橋地区では旧東海道の人家の北側を流れ、板橋見附からは旧東海道に沿って東へ流れて、最終的には現在の小田原市浜町付近にまで達していた。現在、板橋地区に開渠部が見られる他は、ほぼ暗渠となっているが、今なお街並みに潤いを与え、小田原城の堀を潤すなど現役の水路である。

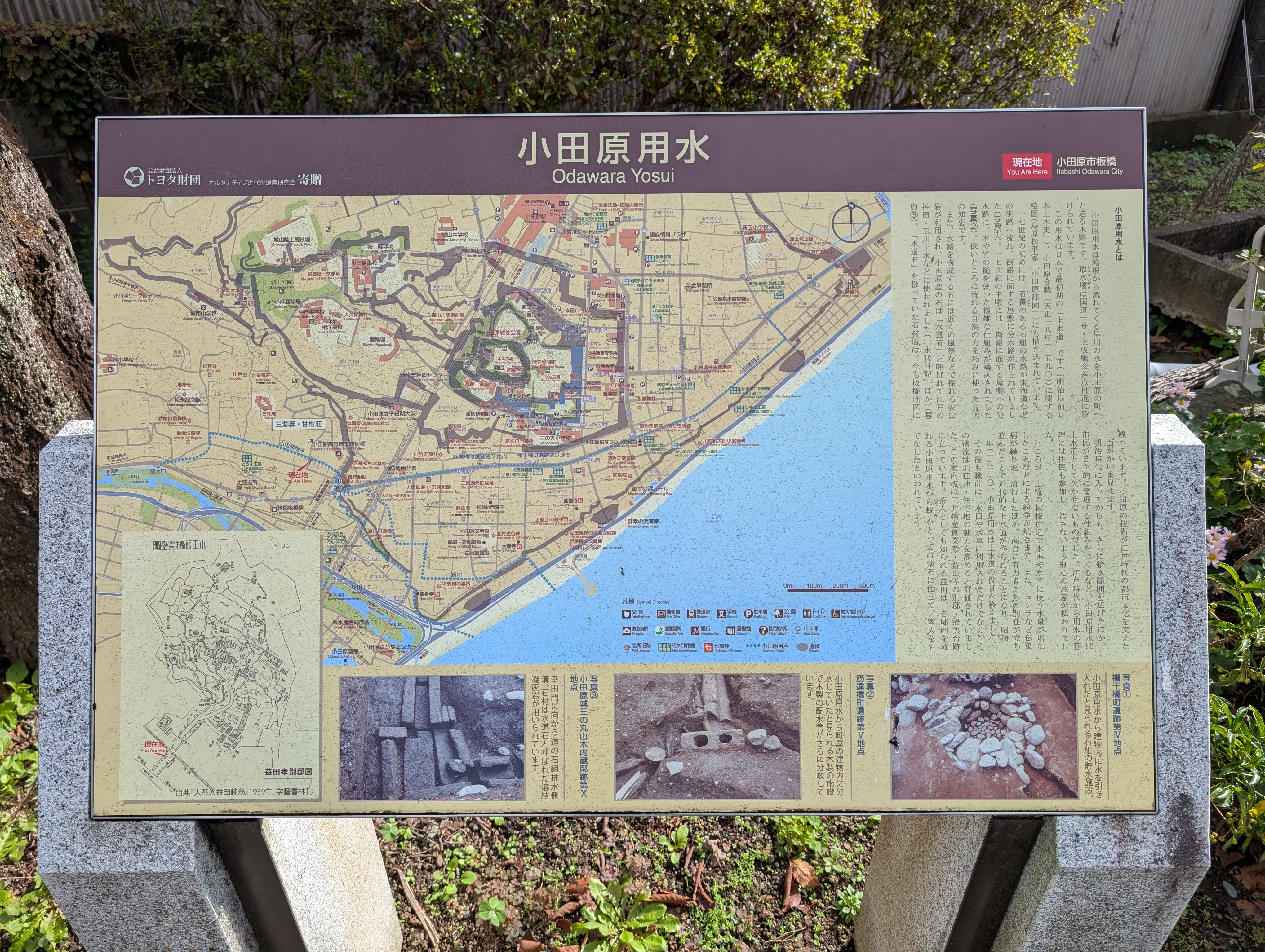
小田原用水説明板2024

浜町4丁目には「早川上水跡」の碑が建っている。また、板橋公園近くには、小田原用水の歴史や小田原用水関連の遺構、小田原の街をどのように流れているかが地図上に示されている説明板が設置されている。

## 成立
正確な成立時期は不明だが、北条氏康（1515年 - 1571年）が小田原を支配した頃に小田原城下に水を引き入れるために成立したものと考えられている。1545年2月に小田原に立ち寄った連歌師の紀行文『東国紀行』中にこの上水に関する記述が見られることから、それ以前には成立していたものと推測される。それ以前にこの上水以外の上水の成立が日本国内で見られないことから、日本最古の水道とされる。
なお、取水口のある「板橋」の地名は、この上水に板の橋がかかっていた所であることに由来する。

## 用途
飲用を主とした水道として用いられる。上水から各戸に水を引くために木製の水道管（木樋）が用いられ、その水を炭や砂で濾過して使っていたという。木樋の一部は小田原市郷土文化館に展示されている。飲料水としての利用は、1936年に小田原市に近代的水道施設が完成し、それが普及するまで続けられた。その他、防火用水や、大正時代には精米用水車が設置されていたという。

## 呼称
この上水の呼称については幾つかあり、小田原市では「小田原用水」という呼称を用いている。しかし、飲用に供されたことから、「早川上水」「小田原水道」といった呼称も見られる。本項では、全国版書籍でよく見られる「小田原早川上水」を用いる。なお、取水口付近に小田原市が設置した案内板には「小田原用水（早川上水）」との表記が見られる。

## 分水事件
1888年（明治21年）、上水の水利権を巡り、当時、上水の上流側にあった板橋村と、下流側にあった小田原町との間で争いが起き、「分水事件」と呼ばれた。結局、両者間で話し合いが持たれ、和解により事件は収束した。この時、板橋村側の代表として尽力した市川文次郎は、後にこの地にできた大窪村の村長を務めている。現在、上水の取水口付近に、市川文次郎の頌徳碑が建っている。

## 復元

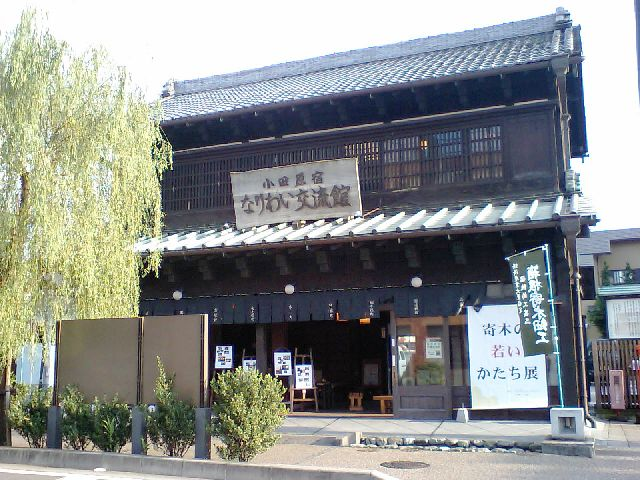
小田原宿なりわい交流館
館の前にモデル復元されたせせらぎが見られる。

板橋地区の開渠部には現在も水流が見られるが、暗渠となっている小田原市の中心街については、小田原市により地域や商店街の活性化を目的にせせらぎとして復元させることが検討され、2001年に小田原市本町の国道1号沿いに開館した「小田原宿なりわい交流館」という施設の前に、一部が開渠として復元された。2020年には、板橋地区の旧東海道から松永記念館方向に約35ｍを保全・修景する改良工事が行われた。

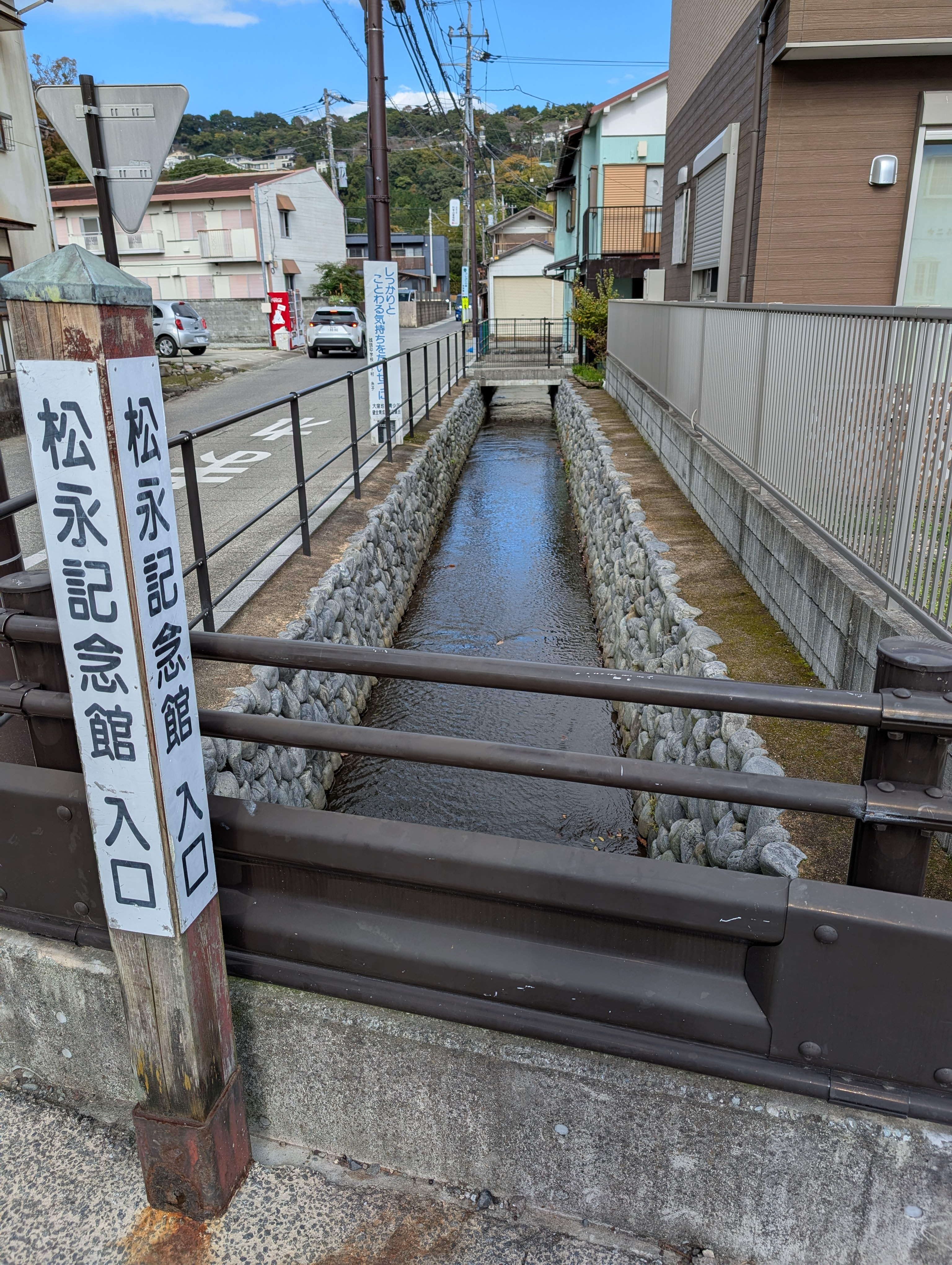
小田原用水2020改良箇所

## 環境保全活動
板橋地区の住民らが設立した「小田原早川上水をつなぐ会」が、取水口周辺の草刈やゴミ回収などの環境整備に取り組んでいる。